# Randers Landkreds
Randers Landkreds var en valgkreds til Folketinget i Randers Amt fra 1894 til 1920. Kredsen skiftede navn til Borupkredsen i 1918. Fra 1920 til 1970 var Borupkredsen en opstillingskreds til Folketinget.
Randers Landkreds blev oprettet ved deling af den tidligere Randerskreds til Randers Bykreds og Randers Landkreds. Der blev ved oprettelsen af valgkredsen også flyttet nogle kommuner til kredsen som tidligere havde tilhørt Mariagerkredsen og Hørningkredsen. Det officielle navn var Randers Amts 3. Valgkreds. Før oprettelsen af Randers Landkreds havde Hørningkredsen været Randers Amts 3. Valgkreds.
Kredsen bestod af et antal sognekommuner rundt om Randers købstad:
- Fra Randerskredsen kom Borup, Gimming-Lem, Harridslev-Albæk, Værum-Ørum, Haslund-Ølst, Laurbjerg-Lerbjerg og Galten-Vissing Kommuner.
- Fra Mariagerkredsen kom Støvring-Mellerup, Tvede-Linde, Hald-Kærby, Spentrup-Gassum, Kousted-Råsted Asferg-Fårup Kommuner.
- Fra Hørningkredsen kom Virring-Essenbæk og Årslev-Hørning Kommuner.[5]

Valgkredsens valgsted var i Randers by ved folketingsvalgene fra 1895 til 1915. Ved folketingsvalget i 1918 blev kredsens valgsted flyttet til Borup, og kredsen blev derefter benævnt Borupkredsen.
Kredsens folketingsmedlemmer var:
- Peter Skaarup (Det forhandlende Venstre) 9. april 1895 - 5. april 1898[8]
- P. Bjerre (Venstrereformpartiet, Venstre og løsgænger) 5. april 1898 - 20. maj 1913[9]
- Gerud Jensen (Venstre) 20. maj 1913 - 21. april 1920[10]